# Prud (Kroatië)
Prud is een plaats in de gemeente Metković in de Kroatische provincie Dubrovnik-Neretva. De plaats telt 561 inwoners (2001).